# Que verda era la meva vall
Que verda era la meva vall (títol original en anglès How Green Was My Valley) és una pel·lícula de 1941 dirigida per John Ford i protagonitzada per Walter Pidgeon i Maureen O'Hara. Basada en el best seller homònim de Richard Llewellyn. Va ser nominada a 10 oscars dels quals en va obtenir 5: millor pel·lícula (vencent a la mítica Ciutadà Kane), director, actor secundari (Donald Crisp), fotografia i decoració.
Ha estat doblada al català.

## Repartiment
- Irving Pichel: l'adult Huw Morgan
- Walter Pidgeon: Mr. Gruffydd
- Maureen O'Hara: Angharad Morgan
- Anna Lee: Bronwyn, dona d'Ivor
- Donald Crisp: Gwilym Morgan
- Roddy McDowall: Huw Morgan
- John Loder: Ianto Morgan
- Sara Allgood: Mrs. Beth Morgan
- Barry Fitzgerald: Cyfartha
- Patric Knowles: Ivor Morgan
- Morton Lowry: Mr. Jonas
- Arthur Shields: Mr. Parry
- Ann Todd: Ceinwen
- Frederick Worlock: Dr. Richards
- Richard Fraser: Davy Morgan
- Evan S. Evans: Gwilym Morgan
- James Monks: Owen Morgan
- Rhys Williams: Dai Bando
- Lionel Pape: Evans
- Ethel Griffies: Mrs. Nicholas
- Marten Lamont: Iestyn Evans

## Premis i nominacions

### Premis[2]
- 1942. Oscar a la millor pel·lícula per Darry F. Zanuck
- 1942. Oscar al millor director per John Ford
- 1942. Oscar al millor actor secundari per Donald Crisp
- 1942. Oscar a la millor fotografia per Arthur C. Miller
- 1942. Oscar a la millor direcció artística per Richard Day, Nathan Juran i Thomas Little

### Nominacions[2]
- 1942. Oscar a la millor actriu secundària per Sara Allgood
- 1942. Oscar al millor guió adaptat per Philip Dunne
- 1942. Oscar a la millor banda sonora per Alfred Newman
- 1942. Oscar al millor so per Edmund H. Hansen
- 1942. Oscar al millor muntatge per James B. Clark